# Псеримос
Псеримос (грчки грч. ) је једно од мањих острва у острвској скупини Додеканеза у источној Грчкој. Управно острво припада округу Калимнос у оквиру Периферији Јужни Егеј, где са околним острвцима и хридима потпада под општину Калимнос. Једино место на острву је Псеримос.

## Природни услови
Псеримос је острво Додеканеза мање величине. Најближа острва су му Кос на 5 km јужно и Калимнос на 6 km источно. Острво је планинско и каменито, састављено највише од кречњачких стена. Обала Псеримоса је разуђена, са пар малих залива са скривеним плажама.
Клима Псеримоса је средоземна са дугим, сушним летима и благим и кишовитим зимама. Недостатак воде је значајно ограничење. Због тога је биљни и животињски свет много оскуднији него на неким околним острвима.

## Становништво
Главно становништво на Псеримосу су Грци. Халки спада у ретко насељена острва Додеканеза. На острву је пописано 130 ст. на попису 2001. године. То је двоструко мање него после Другог светског рата. Развој туризма током протеклих 20-ак година допринео је просперитету острва и смањењу пада броја становника.

## Привреда
Данас се привреда Псеримоса све више заснива на туризму, а све мање на традиционалним поморству и пољопривреди (маслине, винова лоза, мање јужно воће).